# Енко, Даворин
Даворин Енко (словен. Davorin Jenko; 9 ноября 1835, Дворье — 25 ноября 1914, Любляна) — словенский и сербский композитор и дирижёр.

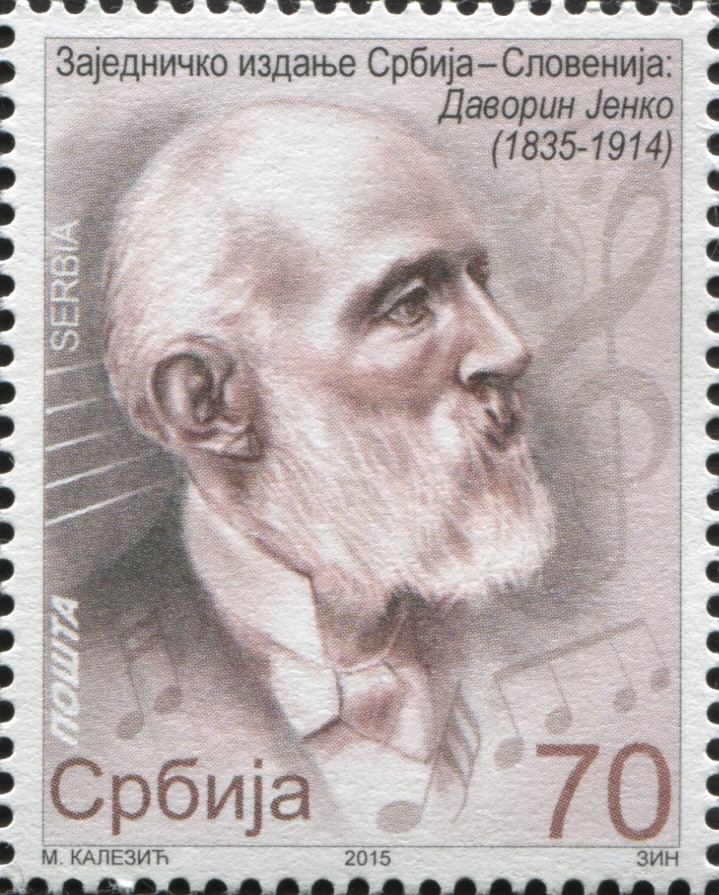
180 лет со дня рождения Даворина Енко, Почта Сербии, 2015

## Биография
Родился в 1835 году в Дворье возле Крани. После окончания средней школы в Триесте он отправился в Вену, где изучал право. С 1859 по 1862 был участником хора Словенского Песенного Содружества в Вене, в то время аккомпанировал популярным словенским хорам и песням, в том числе Naprej zastava slave, которая впоследствии стала гимном Словении. Спонсором хора был политик Валентин Зарник. Свою работу продолжал в роли дирижёра Сербской Церкви хорового общества в Панчево и Белграде. Стал дирижёром Сербского национального театра, создавал музыку более чем 80 произведений («Джидо», «Сеоска лола», «Потера», «Врачара», «Прибислав и Божана», «Маркова сабля», «Боже правде»), несколько увертюр («Косово», «Милан», «Српкиня», «Александар»). В шестидесятых годах девятнадцатого века являлся одним из первых романтиков в словенской музыке. Енко создал первые сербские оперетты («Vračara» или «Баба храпа», премьера в 1882 году, у которой та же история, что и у первой румынской оперетты, но действие перенесено во влашский край Сербии) и участвовал в развитии сербской оперы. Также является автором музыки национального гимна Республики Сербия (написан в 1872 г.). Умер в 1914 в Любляне. Похоронен на Центральном кладбище Жале.